# Lee Hup Wei
Lee Hup Wei (ur. 5 maja 1987 w Kajang-Sungai Chua) – malezyjski lekkoatleta specjalizujący się w skoku wzwyż, wielokrotny medalista igrzysk Azji Południowo-Wschodniej. Trzykrotny uczestnik igrzysk olimpijskich.

## Przebieg kariery
W 2005 wystartował na rozegranych w Manili igrzyskach Azji Południowo-Wschodniej, a rok później wziął udział w igrzyskach azjatyckich, które rozegrano w Dosze. Z obu tych zmagań sportowych Malezyjczyk nie przywiózł medalu.
W 2007 roku jako senior zdobył pierwszy medal imprezy rangi międzynarodowej. Na mistrzostwach Azji w lekkoatletyce uzyskał wynik 2,24 m, co dało mu złoty medal. Brał udział w letnich igrzyskach olimpijskich, gdzie odpadł w kwalifikacjach, zajmując 32. pozycję z wynikiem 2,20 m. W 2009 zdobył złoty medal na rozgrywanych w Wientianie igrzyskach Azji Południowo-Wschodniej, dzięki wynikowi 2,18 m. W 2011 roku wynikiem 2,15 m obronił złoto, które dwa lata wcześniej wywalczył w zawodach tej samej rangi.
W 2010 po raz pierwszy w karierze wystąpił w rozgrywanych na hali zmaganiach lekkoatletycznych, w halowych mistrzostwach Azji w Teheranie osiągnął rezultat 2,05 m plasujący zawodnika na 13. pozycji.
W 2012 reprezentował swój kraj na letnich igrzyskach olimpijskich w Londynie. Podobnie jak cztery lata wcześniej, odpadł w kwalifikacjach, uzyskał on wynik 2,16 m dający mu przedostatnie, 30. miejsce. W 2019 debiutował na rozegranych w Dosze mistrzostwach świata seniorów, w eliminacjach uzyskał wynik 2,29 m (dało mu to 5. miejsce), a w finale uzyskał wynik 2,27 m dający ostatecznie 8. pozycję.
W 2021 po raz trzeci wystartował w letnich igrzyskach olimpijskich. Podczas rozgrywanych w Tokio zmagań olimpijskich nie zdołał zaliczyć ani razu najmniejszej wysokości 2,17 m. Tym samym Malezyjczyk nie został sklasyfikowany na żadnej z pozycji.

## Osiągnięcia
| Rok  | Impreza                             | Miejsce      | Pozycja         | Wynik |
| ---- | ----------------------------------- | ------------ | --------------- | ----- |
| 2005 | Igrzyska Azji Południowo-Wschodniej | Manila       | 5. miejsce      | 2,11  |
| 2005 | Mistrzostwa Azji                    | Incheon      | 8. miejsce      | 2,10  |
| 2006 | Igrzyska azjatyckie                 | Doha         | 9. miejsce      | 2,15  |
| 2007 | Mistrzostwa Azji                    | Amman        | 1. miejsce      | 2,24  |
| 2008 | Igrzyska olimpijskie                | Pekin        | el. 32. miejsce | 2,20  |
| 2009 | Mistrzostwa Azji                    | Guangzhou    | 5. miejsce      | 2,15  |
| 2009 | Igrzyska Azji Południowo-Wschodniej | Wientian     | 1. miejsce      | 2,18  |
| 2010 | Igrzyska azjatyckie                 | Guangzhou    | 9. miejsce      | 2,15  |
| 2010 | Halowe mistrzostwa Azji             | Teheran      | 13. miejsce     | 2,05  |
| 2011 | Igrzyska Azji Południowo-Wschodniej | Palembang    | 1. miejsce      | 2,15  |
| 2012 | Igrzyska olimpijskie                | Londyn       | el. 30. miejsce | 2,16  |
| 2013 | Mistrzostwa Azji                    | Pune         | 13. miejsce     | 2,10  |
| 2015 | Mistrzostwa Azji                    | Wuhan        | 13. miejsce     | 2,05  |
| 2017 | Igrzyska Azji Południowo-Wschodniej | Kuala Lumpur | 2. miejsce      | 2,24  |
| 2017 | Mistrzostwa Azji                    | Bhubaneswar  | 6. miejsce      | 2,20  |
| 2018 | Igrzyska azjatyckie                 | Dżakarta     | 10. miejsce     | 2,20  |
| 2019 | Mistrzostwa świata                  | Doha         | 8. miejsce      | 2,27  |
| 2019 | Igrzyska Azji Południowo-Wschodniej | Filipiny     | 1. miejsce      | 2,27  |
| 2019 | Mistrzostwa Azji                    | Doha         | 4. miejsce      | 2,26  |
| 2021 | Igrzyska olimpijskie                | Tokio        | el. –           | –     |